# 松伯美術館
松伯美術館（日语：しょうはくびじゅつかん）是位於日本奈良縣奈良市的一座博物館，開館於1994年3月22日，由公益財團法人松伯美術館運營。博物館的主要藏品來自於日本畫家上村松篁和上村淳之贈送的作品。美術館位於近鐵名誉會長佐伯勇的邸宅所在地。現任館長是上村淳之。

## 外部連結
- 松伯美術館 （页面存档备份，存于）

34°42′36.06″N 135°44′49.84″E / 34.7100167°N 135.7471778°E